# Digitale Dokumentation
Digitale Dokumentation ist die papierlose, elektronische Zusammenstellung von Dokumenten. Dafür werden elektronische Speichermedien verwendet. Die gespeicherten Dokumente (Dateien wie Texte, Bilder oder Videos) können intern in Netzwerken oder öffentlich auf Internetplattformen online zugänglich gemacht werden. Digitale Dokumentation wird heutzutage in allen Bereichen angewendet, sei es in der Wirtschaft, in wissenschaftlichen oder behördlichen Institutionen oder im privaten Bereich.

## Gesellschaftliche Auswirkungen
Das Internet gilt auch als digitales Gedächtnis, da einmal gespeicherte Informationen auf unbestimmte Zeit abrufbar sind. Durch die rasante technische Entwicklung unterliegt dieses Phänomen einem permanenten Wandel, erschwert eine angepasste rechtliche Regelung und wirkt sich auf die Gesellschaft und das Leben der einzelnen Menschen aus. 
Jeder, der sich im Internet bewegt, hinterlässt sogenannte digitale Spuren, es gibt kaum eine Tätigkeit, die nicht dokumentiert wird. Bei Google oder Facebook werden regelmäßig bis zu 60 Merkmale gespeichert. Dazu gehören Standortbestimmungen, Suchanfragen, Aktivitäten auf sozialen Plattformen, Seitenaufrufe im Allgemeinen, Kommunikationspartner und Freundeslisten, Tippgeschwindigkeit auf der Tastatur oder auch Downloads und verwendete Geräte. Durch diese Vorgänge entsteht eine sogenannte digitale Identität einer Person, geformt aus den gespeicherten Netz-Aktivitäten. Dies wird von Unternehmen, beispielsweise für gezielte Werbung, genutzt.
Informationen über Privatpersonen können auch unfreiwillig ins Netz gelangen. Wird man von jemandem unwissentlich gefilmt oder fotografiert, können die Bilder Minuten später bereits im Netz kursieren, oft bearbeitet und aus dem Kontext gerissen. Veröffentlichte Daten entwickeln dadurch häufig ein unkontrollierbares Eigenleben. Durch die zeitliche und räumliche Unabhängigkeit der Nutzer wächst das digitale Gedächtnis stetig an. 
Das unerlaubte Fotografieren und Veröffentlichen stellt eine Verletzung der Persönlichkeits- bzw. der Urheberrechte dar. Gerade für Kinder kann dies erhebliche Folgen haben. Im Gegensatz zu früheren Generationen können Eltern heutzutage Videos und Fotos ihrer Kinder im Internet öffentlich machen. Die heutige Kindheit wird daher auch als digitale Kindheit bezeichnet. In Blogs oder eigens angelegten Profilen auf sozialen Netzwerken werden sogar Ultraschallbilder von Ungeborenen veröffentlicht. Später wird es für das betroffene Kind kaum mehr möglich sein, solche Informationen zu widerrufen oder zu löschen.

## Phänomene
Mit der digitalen Dokumentation entstehen vorher nicht dagewesene Begleitphänomene. Gespeicherte, online verfügbare Daten zeigen meist nur einen kleinen Ausschnitt der Realität oder verzerren die Wirklichkeit. Googelt man eine Person, erhält man aufgrund der Suchergebnisse ein bestimmtes Bild von ihr. Diese digital entstandene Reputation wird „Googlability“ genannt. Ein anschauliches Beispiel bietet das Experiment der Wirtschaftswoche. Hierbei wurde die fiktive Person Reiner Fakeman konstruiert. Profile auf sozialen Netzwerken und Blogs wurden in seinem Namen angelegt und mit vermeintlichen Informationen über seine Person versehen. Gibt man nun den Namen Reiner Fakeman in die Google-Suche ein, erhält man anhand der Google-Treffer die digitale Identität des fiktiven Charakters, der dem Suchenden wie ein echter Mensch erscheint.
Informationseinheiten dieser Art können beispielsweise in Form von Memen verbreitet werden. Als Mem wird eine Informationssequenz bezeichnet, die in unterschiedlichen Varianten online und öffentlich zugänglich gemacht wird. Dabei kann das Mem kopiert, bearbeitet oder in andere Kontexte gesetzt werden. Beispiele, die im Bereich digitaler Dokumentation häufig auftreten, sind Handyfilme, die auf Plattformen hochgeladen werden, oder Bilder von meist bekannten und in der Öffentlichkeit stehenden Personen. Durch die rasante Verbreitung und Kontextänderung sind die Meme von den Betroffenen kaum zu kontrollieren. Folgt daraufhin ein Kontroll- oder Löschversuch, kann das Folgen haben, die meist schwerer wiegen als die ursprünglichen Auswirkungen. Der Streisand-Effekt beschreibt diese Wirkungskette. Durch den Versuch, die Kontrolle zu erlangen, entsteht ein noch größerer Kontrollverlust. Wird beispielsweise versucht, eine Löschung kursierender Daten zu veranlassen, kann dadurch mehr Aufmerksamkeit erregt werden als die ursprüngliche Veröffentlichung selbst. Der Name dieses Paradoxons geht auf die Sängerin und Schauspielerin Barbra Streisand zurück, die einen Fotografen verklagte, von dem eine Luftaufnahme ihres Hauses unter zahlreichen anderen Aufnahmen von ihm auf einer Internetseite zu finden war. Erst dadurch wurde bekannt, dass es sich bei diesem Foto um ihr Haus handelt, und die Nachricht verbreitete sich mit rasanter Geschwindigkeit im Internet.
Oftmals sind Personen oder Unternehmen mit dem Management ihrer digitalen Reputation überfordert. Es entsteht Bedarf an Experten, die Wirkungsketten wie den Streisand-Effekt vorhersehen und umgehen können. In dieser Nische etabliert sich ein eigenes Geschäftsfeld. Beim Skandal- und Reputationsmanagement werden Berater angestellt, um den Umgang mit negativen Inhalten zu bewältigen und ein möglichst gutes Bild ihres Kunden online aufzubauen.

## Beispielfälle
Bei dem Fall des Bus Uncle handelt es sich um einen Handyfilm aus Hong Kong aus dem Jahr 2006. Ein älterer Mann telefonierte im Bus, als ihm ein jüngerer Passagier auf dem Sitz hinter ihm auf die Schulter tippte und ihn zu Ruhe ermahnte. Der ältere Mann bekam einen Wutausbruch und gestikulierte laut im Bus. Die Szene wurde durch einen Studenten gefilmt. Dieser veröffentlichte das Video, das daraufhin zum Youtube-Hit wurde. Das Mem wurde kopiert, bearbeitet, ständig neu verändert und in andere Kontexte gestellt und bleibt durch die neuen Anreize aktuell. Die beiden Personen im Film haben keine Möglichkeit, die Kontrolle über die kursierenden Versionen zu erlangen.  Die Grenze zwischen privatem Geschehnis und Öffentlichkeit verschwimmt. Jeder kann in unangenehmen Situationen gefilmt werden und es benötigt keinerlei Kompetenz, um zur Internetberühmtheit zu werden. Eine neue Macht geht von Technologie aus und jeder Mensch kann wie ein Journalist, dem klassischen Gatekeeper, veröffentlichen. In diesem Beispiel fungiert der filmende Student als stiller Machthaber, der entscheidet, ob das Video und somit die Akteure der Öffentlichkeit präsentiert werden.
Digital dokumentiert wird auch Kommunikation über SMS, Chat-Programme und E-Mails. Für zwei Mitarbeiterinnen einer deutschen Firma wurde dies zum Verhängnis. Bei einem Austausch über E-Mails erzählten sich die beiden Kolleginnen intime Details aus ihrem Privatleben. Die ursprünglich für zwei sich vertraute Personen gedachte, situative Konversation wurde jedoch aus ihrem Kontext gerissen. Eine der beiden Frauen machte einen Tippfehler in der Adresszeile und schickte den gesamten E-Mail-Verlauf mit Geschichten aus ihrem Liebesleben an den Verteiler ihrer Abteilung. Von hier aus erweiterte sich der Verbreitungsradius. Es war vermutlich ein Mitarbeiter, der die E-Mail an Freunde und Bekannte weiterleitete. Der Inhalt wurde kopiert, bearbeitet und kommentiert und fand seinen Weg ins World Wide Web und sogar in die Printmedien.
Eine Analyse der Situation zeigt eine Entwicklung wie beim Schneeballprinzip. Aus einer „One-to-One“-Kommunikation, also einer für nur zwei bestimmte Teilnehmer gedachten Unterhaltung, wird durch die weitere Verbreitung eine „Many-to-Many“-Kommunikation und durch Formen wie Printmedien eine „One-to-Many“-Kommunikation.
Die betroffenen Frauen fielen der Illusion von Privatheit zum Opfer. Dass E-Mails, sind sie einmal verschickt, nicht widerrufbar und dauerhaft dokumentiert sind, ist einem im Augenblick der Situation oft nicht bewusst. Da es sich um ein privates Gespräch unter Freundinnen handelt, geht man unvorsichtig vor und man fühlt sich, wie bei einer persönlichen Unterhaltung, sicher. Der Unterschied liegt jedoch im Kommunikationsmodus: Während es in der mündlichen Kommunikation unter Freunden kaum Möglichkeiten zur Dokumentation gibt, ist es bei elektronischer Kommunikation sehr viel einfacher. Im Fall der beiden Kolleginnen kommt es durch einen simplen Achtsamkeitsfehler zur Verbreitung und somit unfreiwilligen Bekanntheit im Internet. Hinzu kommt, dass die Anonymisierung, die von Print- und Onlinemedien vorgenommen wird, meist nur oberflächlich ist. Durch etwas Recherche können die Identitäten der Betroffenen durchaus herausgefunden werden.

## Ethische Fragestellungen
Auffällig an den vorgestellten Beispielfällen ist die schnelle Verbreitungsgeschwindigkeit. Daran sind zahlreiche Menschen beteiligt. Es gibt immer auch einen oder mehrere Verantwortliche, durch die Informationen aus einem geschlossenen Bereich heraus an die Öffentlichkeit gelangen. Gerade im Fall des „Bus Uncle“-Videos befindet sich der Urheber, also der Filmende, in einem „blinden Fleck“. Das Video wird lediglich als Endprodukt akzeptiert, die ethische Korrektheit des Filmens und der Verbreitung wird allerdings nicht hinterfragt. Auch bei den vielfach geteilten und weitergeleiteten E-Mails schenkt niemand den stillen Akteuren Beachtung. Sie spielen im Szenario die Rolle der unschuldigen Boten. Auf diese Weise ist es prinzipiell jedem möglich, die Rolle der klassischen Gatekeeper zu übernehmen und zu entscheiden, was öffentlich gemacht wird und was nicht. 
Der eigene Eingriff in die verbreitete Information ist ebenfalls kritisch zu betrachten. Man entreisst die Information, das Video oder die Konversation aus ihrem eigentlichen Bedeutungskontext und fügt sie, oftmals sogar bearbeitet und nicht im Original, in andere Kontexte ein. Dort können sie unterschiedliche und womöglich sehr viel negativere Wirkungen erzielen. Dass Anonymität enthemmt, zeigt sich auch in den Reaktionen von zahlreichen Nutzern. Diese können sich so weit erhitzen, dass ein regelrechter Internetpranger entsteht. So beeinflusst digitale Dokumentation die „Skandalkultur“ einer Gesellschaft. 
Zum menschlichen Zusammenleben gehören Vergeben und Vergessen. Durch digitale Dokumentation entstehen neue Ausgangssituationen. „Vergessen“ bekommt durch die dauerhafte Datenspeicherung eine andere Bedeutung, denn was vergessen wird, kann ohne großen Aufwand stets aus dem digitalen Gedächtnis wieder abgerufen werden. Die Vergangenheit eines Menschen ist archiviert. War eine Person beispielsweise Mitglied einer Organisation oder politischen Partei, mit der sie sich heute nicht mehr identifiziert, weil ihre Werte und Ansichten sich geändert haben, bestehen diese Informationen trotzdem weiter. Werden sie nun durch andere Nutzer aufgerufen, wird vermutlich kaum einer darauf achten, ob sie in der Vergangenheit liegen, sollte dies überhaupt aus den Daten hervorgehen. 
Oft ist es bei digitalen Dokumenten auf den ersten Blick nicht ersichtlich, wie lange etwas in der Vergangenheit liegt. Es entsteht der Eindruck permanenter Gegenwart. So können Betroffene auf Vergangenes reduziert werden, mit dem sie längst abgeschlossen haben. Die Vergangenheit eines Menschen wird statisch gehalten und es wird schwer, sich davon online zu distanzieren. „Das Netz verweigert uns Menschen die Gelegenheit zur Entwicklung, zum Wachsen und Lernen“, wird Rechtswissenschaftler Viktor Mayer-Schönberger in einem Artikel der Zeit zitiert. Vergessen und Vergeben sind also konstitutive Merkmale menschlichen Zusammenlebens. Sie ermöglichen eine Neuorientierung und Weiterentwicklung. Mit dem digitalen Zeitalter hat sich die Erinnerungskultur in der Gesellschaft aber verändert.

## Löschen
Gelangen nun Daten wie Meme auf soziale Netzwerke, kann man versuchen, deren Löschung zu veranlassen. Nimmt man als Beispiel die soziale Plattform Facebook, so ist es scheinbar möglich, Inhalte zu löschen. Blickt man jedoch hinter die Kulissen, wird schnell klar, dass die Löschung vielmehr ein Verbergen ist. An der Oberfläche ist der Inhalt nicht mehr sichtbar, in den internen Datenspeichern besteht er aber weiterhin. Das liegt daran, dass mit dem jeweiligen Inhalt eine Kette anderer Inhalte vernetzt ist. Wird ein Bild beispielsweise kommentiert oder verlinkt, entsteht ein komplexer Zusammenhang, in dem der Inhalt eingebunden ist. Müsste man nun alle Zusammenhänge auflösen, würde es zu einer Überlastung der Systeme führen und Inhalte anderer Nutzer beeinflussen. Daher ist es für die meisten Unternehmen einfacher, die ungewollten Daten zu verbergen statt zu löschen. Und selbst wenn es möglich wäre, auf einer Plattform alles zu löschen, gibt es keine Garantie, dass beispielsweise das Bild nicht bereits kopiert, auf privaten Rechnern gespeichert oder auf anderen Plattformen veröffentlicht ist.
Es gibt dennoch bereits Verfahren, die angewendet werden, um Daten aus dem Netz zu löschen. Vor allem bei staatlichen Akten gelten bestimmte Vorschriften und Datenschutzbestimmungen. Eine Umsetzungsidee ist beispielsweise ein sogenannter „digitaler Radiergummi“. Es geht dabei um ein elektronisches Verfallsdatum, das durch die Verschlüsselung von Daten entsteht. Dazu werden immer wieder Projekte ins Leben gerufen, mit dem Ziel, ein solches Verfallsdatum zu ermöglichen. Auch das umstrittene Programm X-Pire wurde für diesen Zweck von Michael Backes entwickelt. Leider stellt die Software keine echte Alternative dar. Sie ist umständlich in ihrer Anwendung, kostet Geld und steht in der Kritik, die Daten ihrer Nutzer zu speichern.
Trotz dieser Versuche ist das Vergessen im Netz bisher nicht auf einer allgemeinen Ebene umsetzbar. In der Realität bestehen zu viele unkontrollierbare Einflussfaktoren. Denn selbst wenn sich ein Mensch dem Internet gänzlich fernhält, kann er keinen Einfluss auf seine Umwelt nehmen. Lädt ein Familienmitglied Bilder auf eine Plattform, wird man unwissentlich gefilmt, sei es direkt oder auch weil man indirekt bei Veranstaltungen im Handyfilm eines Besuchers zu sehen ist, oder taucht der eigene Name im Rahmen von Schulaktivitäten oder Vereinsturnieren online auf, greift kein bisheriges Gesetz oder Programm, um die Rechte der betroffenen Person zu schützen.
Auf einem anderen Weg versucht die Initiative der Digitalcharta, Persönlichkeitsrechte der Menschen online vermehrt zu schützen. Wissenschaftler, Politiker, Netzaktivisten und zahlreiche weitere Beteiligte verfassten ein Dokument mit den in der Europäischen Union gewünschten digitalen Grundrechten, das Dokument wurde im Dezember 2016 veröffentlicht. Das Ziel ist, die Forderungen dem Europäischen Parlament in Brüssel und der Öffentlichkeit zur weiteren Diskussion zu überreichen. Besonders interessant für die digitale Dokumentation ist Artikel 18: „Recht auf Vergessenwerden. Jeder Mensch hat das Recht auf digitalen Neuanfang. Dieses Recht findet seine Grenzen in den berechtigten Informationsinteressen der Öffentlichkeit.“ Die EU-Datenschutz-Grundverordnung tritt 2018 in Kraft. Hier findet sich das Thema Vergessen in Artikel 17: „Recht auf Löschung“ (Recht auf Vergessenwerden), bei dem Verantwortliche, mit Ausnahme einiger Einschränkungen, die Löschung von personenbezogenen Daten veranlassen müssen, wenn betroffene Personen dies verlangen.